# Bethel (Ohio)
Bethel és una vila dels Estats Units a l'estat d'Ohio. Segons el cens del 2000 tenia 2.637 habitants.

## Demografia
Segons el cens del 2000, Bethel tenia 2.637 habitants, 1.012 habitatges, i 682 famílies. La densitat de població era de 759,8 habitants/km².
Dels 1.012 habitatges en un 40,3% hi vivien nens de menys de 18 anys, en un 46,5% hi vivien parelles casades, en un 15,1% dones solteres, i en un 32,6% no eren unitats familiars. En el 29,2% dels habitatges hi vivien persones soles el 14,8% de les quals corresponia a persones de 65 anys o més que vivien soles. El nombre mitjà de persones vivint en cada habitatge era de 2,59 i el nombre mitjà de persones que vivien en cada família era de 3,22.
Per edats la població es repartia de la següent manera: un 31,9% tenia menys de 18 anys, un 8,5% entre 18 i 24, un 30,9% entre 25 i 44, un 15,8% de 45 a 60 i un 13% 65 anys o més.
L'edat mediana era de 31 anys. Per cada 100 dones de 18 o més anys hi havia 81,9 homes.
La renda mediana per habitatge era de 31.385 $ i la renda mediana per família de 38.448 $. Els homes tenien una renda mediana de 31.829 $ mentre que les dones 23.844 $. La renda per capita de la població era de 15.071 $. Aproximadament el 16,4% de les famílies i el 20,1% de la població estaven per davall del llindar de pobresa.

## Poblacions properes
El següent diagrama mostra les poblacions més properes.